# Ликьор 43
Ликьор 43 (на испански: Licor 43) е ликьор произхождащ от Испания.

## История
Произвежда се от 1946 г. от компанията „Diego Zamora Conesa” (сега „Diego Zamora SA”), която е със седалище в Картахена, Испания. Счита се за най-изнасяния испански алкохол в повече от 70 страни.
Съдържа 31% алкохол, има твърда текстура и златист жълтеникав цвят. Произвежда се на базата на плодови сокове, ароматизирани с ванилия, и други ароматни билки и подправки от района на Средиземно море. Името на ликьора идва от общо 43-те броя съставки, от които се произвежда.
Обикновено се сервира с лед, като се смесва с малко сода, парче портокал, кола и лайм. Популярно в Испания е смесването на ликьора с кафе експресо, в самата Картахена е част от кафето с мляко наречено „Азия“.